# Jonas Brothers: Living the Dream
Jonas Brothers: Living the Dream là một series truyền hình thực tế và là một phim truyền hình ngắn của Disney Channel Original Series nói về cuộc sống của ban nhạc Pop Jonas Brothers, khi họ đã đi tour When You Look Me In The Eyes ở Bắc Mĩ. Phim gồm các clip về việc ban nhạc tập luyện, đi du lịch, biểu diễn, nghiên cứu, và cuộc sống cá nhân của họ với gia đình và bạn bè. Mùa đầu tiên công chiếu vào ngày 16 Tháng 5,2008 và kết thúc vào ngày 05 tháng 9 năm 2008. Trong tháng 3 năm 2010, bộ phim trở lại với một mùa mới. Mùa này sẽ tập trung vào tour du lịch châu Âu đầu tiên của họ, và nói về những việc như chuẩn bị cho chương trình và việc làm công tác từ thiện của ba anh em.

## Episodes
Main Article: Các tập của Jonas Brothers: Living the Dream
| Mùa | Mùa | Tập phim | Ngày đầu phát sóng tại Hoa Kỳ | Ngày cuối phát sóng tại Hoa Kỳ |
| --- | --- | -------- | ----------------------------- | ------------------------------ |
|     | 1   | 16       | 16 tháng 5 năm 2008           | 5 tháng 9 năm 2008             |
|     | 2   | 15       | 21 tháng 3 năm 2010           | 2010                           |